# Richard Sleech
Richard Sleech DD (falecido em 2 de março de 1730) foi um cónego de Windsor de 1722 a 1730.

## Carreira
Ele foi educado no King's College, Cambridge, onde se graduou em BA em 1698, MA em 1701 e DD em 1720.
Ele foi nomeado:
- Mestre assistente e membro do Eton College 1715
- Reitor de Hitcham 1702 - 1730
- Capelão do Bispo de Ely 1721
- Reitor de Farnham Royal 1721-1730

Ele foi nomeado para a sexta bancada na Capela de São Jorge, Castelo de Windsor em 1722 e manteve-a até à sua morte em 1730.